# Miguel de Arizo
Miguel de Arizo, también como Arizu y Arizcum (Arizu en Navarra, hacia 1593 o 1595 -Madrid, 15 de mayo de 1648) fue un cantante y compositor clásico español.

## Vida
Miguel de Arizo, como niño de coro, formó parte de 1604 a 1608 de la Capilla Real, donde estudió con el vicemaestro, Gabriel Díaz Bessón. Cuatro años más tarde, en 1608, se sigue su rastro en la Capilla flamenca de Felipe III en Madrid, adscrita a la casa de Borgoña, también como parte del coro infantil.
Con la llegada de la adolescencia y el cambio de voz, Felipe IV le concedió en 1614 una cantoría ordinaria en la Capilla flamenca como contralto, actividad que asoció con la de cantor de la Capilla Real, a la que se incorporó entre 1616 y 1627. En marzo de 1629 obtuvo otra plaza ordinaria en la Capilla flamenca, además de la que ya tenía en la Real Capilla Española, con lo que se le dobló el salario. La última noticia sobre su vida es de 1642, cuando el obispo de Pamplona le concedió una pensión eclesiástica de 250 ducados.

## Obra
Las únicas obras que se han conservado son la canción a cuatro voces Filis del alma mía, un romance a tres voces titulado Vistióse el prado galán y el villancico sacro Por coronar a María las flores se deshojaron. Las dos primeras obras forman parte del cancionero de la Sablonara. El villancico se encuentra en la biblioteca de la The Hispanic Society of America en Nueva York.